# Завод суперфосфату в Нерві (Уельва)
Завод суперфосфату в Нерві (Уельва) — колишній виробничий майданчик на півдні Іспанії.
На початку 20 століття в Іспанії почався бум виробництва фосфорного добрива — суперфосфату, одним з факторів чого був великий ресурс піритів у іспанській провінції Уельва, що дозволяло продукувати сульфатну кислоту (саме впливом останньої на фосфорити і отримували суперфосфат). Одним з перших за продукування цього добрива узявся провідний виробник піритів компанія Rio Tinto, що діяла через дочірню структуру Sociedad Española de Productos Químicos de Huelva та запустила в 1905-му відповідний завод поблизу свого гірничодобувного центру (в районі міста Нерва). Він міг як самостійно продукувати сульфатну кислоту, так і отримувати її від розташованого поруч іншого виробництва Rio Tinto.
Відносно масштабів діяльності майданчику можливо відзначити, що в 1927-му він спожив 8,7 тисячі тонн піритів, 9,9 тисячі тонн сульфатної кислоти та 16,3 тисячі тонн фосфоритів, що дало можливість виробити 28,9 тисячі тонн суперфосфату. В 1934 та 1935 роках обсяг випущеного суперфосфату становив 26,7 тисячі тонн та 38,1 тисячі тонн відповідно. Під час Другої світової війни ці показники сильно скоротились, оскільки на виробництво негативно впливали проблеми із закупівлями фосфоритів. Так, у 1942-му випустили 11,8 тисячі тонн, а в 1943-му 10,9 тисячі тонн. Відповідним чином скоротилось і виробництво сульфатної кислоти — 4,5 тисячі тонн та 5,3 тисячі тонн у тих же роках.
У середині 1940-х завод суперфосфату перейшов до компанії Sociedad Productos Químicos Ibéricos (Proquiber), що належала на паритетних засадах великим виробникам добрив SA Cros та Unión Española de Explosivos (UEE, вела походження від заснованого Альфредом Нобелем заводу вибухівки у Більбао).
Станом на середину 1950-х майданчик в Уельві мав проєктну потужність на рівні 60 тисяч тонн суперфосфату на рік.
У 1961-му в районі Ріо-Тінто з'явилось ще одне джерело сульфатної кислоти, оскільки для цього почали використовувати відхідні гази мідеплавильного заводу Ная-Зарандас, при цьому на той час цим уже опікувався наступник Rio Tinto іспанська компанія Compañía Española de Minas de Río Tinto (CEMRT). Втім, невдовзі комплекс Ріо-Тінто чекали докорінні зміни, після яких він перетворився виключно на гірничодобувний — наприкінці 1960-х CEMRT перенесла як мідеплавильний завод, так і завод кислоти до нової промислової зони в портовому місті Уельва. На тлі цього Proquiber в 1969-му закрила свій суперфосфатний завод в Ріо-Тінто.